# Tour de la Chèvre d'Or
La tour de la Chèvre d'Or est un probable monument funéraire romain de type pile à Biot, dans le département français des Alpes-Maritimes.
Édifié en bordure d'une voie ancienne voire antique, il est sans doute construit au Ier siècle apr. J.-C. et accompagne de manière ostentatoire, grâce à la niche dont sa partie supérieure est pourvue et qui semble avoir abrité une statue, une chambre funéraire située à son pied.
Il est classé comme monument historique en 1943.

## Localisation
Le monument est situé au flanc d'une colline dominant au nord la plaine de la Brague et Antibes, sur l'ancien chemin de Clausonnes reliant Biot à Vallauris, le chemin de la Chèvre-d'Or, recouvrant peut-être une ancienne voie romaine. Il est placé à 700 m au sud-ouest du village, après la chapelle Saint-Jean.
L'environnement archéologique est riche de vestiges antiques : tombeaux à coffres de tuiles, remplois de blocs dédicatoires dans des édifices plus récents.

## Historique

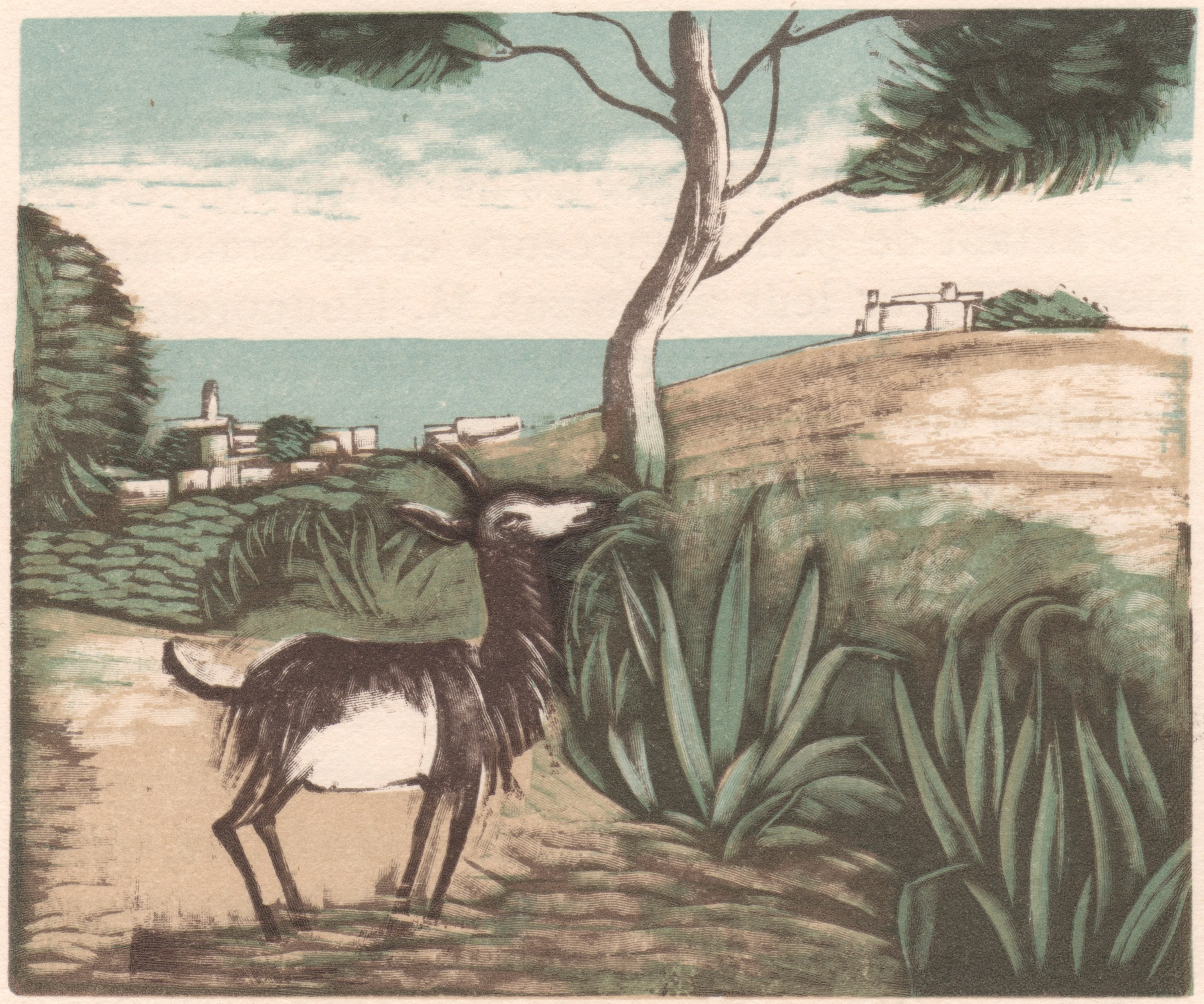
Figuration de la chèvre d'or.

Jules Formigé évoque un monument construit « à la manière de l'époque augustéenne », datant probablement du Ier siècle apr. J.-C..
Il doit son nom à la chèvre d'or, animal fabuleux, gardien des trésors, dont le mythe est largement répandu dans le bassin méditerranéen, notamment en Provence, et qui semble lié aux invasions des Sarrasins aux IXe et Xe siècles.
Le tombeau est classé au titre des monuments historiques depuis le 2 septembre 1943.
La commune de Biot achète le monument en 2022.

## Architecture et décor
La tour se présente sous la forme d'un massif de maçonnerie plein sur plan rectangulaire de 5,80 × 2,35 m. Sa hauteur actuelle est de 10 m mais son élévation initiale, terminée par une pyramide, est certainement bien supérieure. Son cœur est réalisé en blocage de pierres liées au mortier. Un parement de moellons calcaires en petit appareil le recouvre intégralement et les trous de boulin supportant les échafaudages utilisés pour sa construction sont encore visibles. Au-dessus de ses fondations, un soubassement précède l'architecture haute du monument mais ce soubassement, ni vertical ni à degrés, affecte la forme inhabituelle d'un glacis.
La tour est prolongée au sud par un ensemble de murs délimitant un enclos de 4,50 m de côté. Ces murs, largement arasés, pouvaient atteindre 3 m de haut pour 0,60 m d'épaisseur.

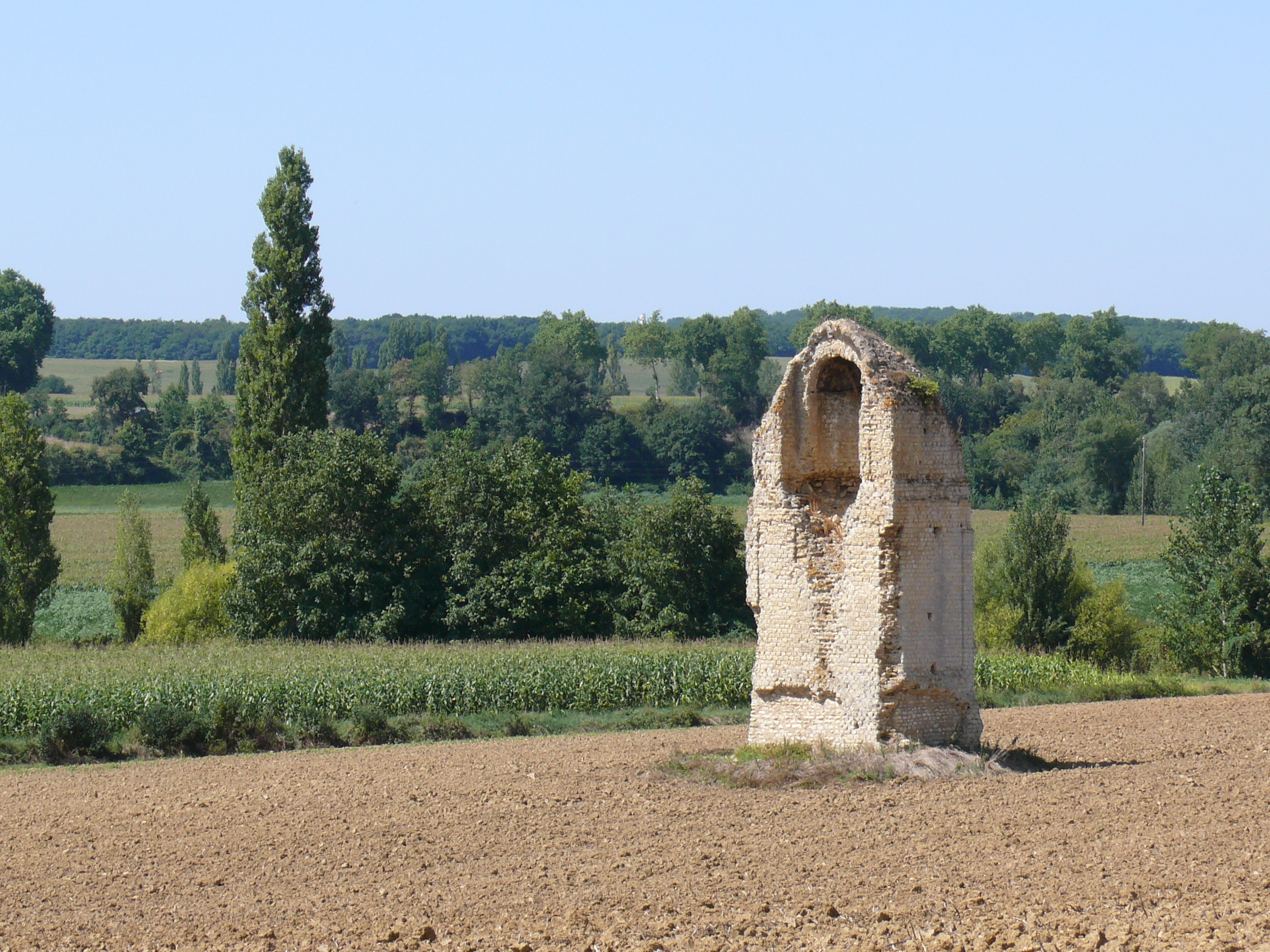
Tourraque de Lacouture, pile funéraire dans le Gers.

La plus grand des deux côtés qui regarde le chemin et l'ensemble des murs complémentaires au sud est percé, dans sa partie supérieure, d'une niche à fond plat. Celle-ci, d'une largeur de 2,70 m de largeur et de 1,80 m de profondeur, mesure 2 m à l'intrados de la voûte en berceau qui la recouvre. Elle est partiellement parementée, intérieurement, de la même manière que les murs de la tour. À la hauteur à laquelle elle est aménagée, elle devait être visible de loin et, en tout cas, n'était pas masquée par les murs présents en avant de la tour.

## Fonction
L'espace fermé devant la tour délimite sans doute une chambre funéraire renfermant des urnes emplies de cendres. La niche pratiquée en haut de la tour sert à abriter la statue du défunt. La tour de la Chèvre d'or apparaît donc comme un monument funéraire du type pile, très répandu dans le grand sud-ouest de la France. La Torre di Cimella (détruite), dans une des nécropoles de Cimiez, est le seul autre représentant connu de cette architecture dans la région.